# 아민 말루프

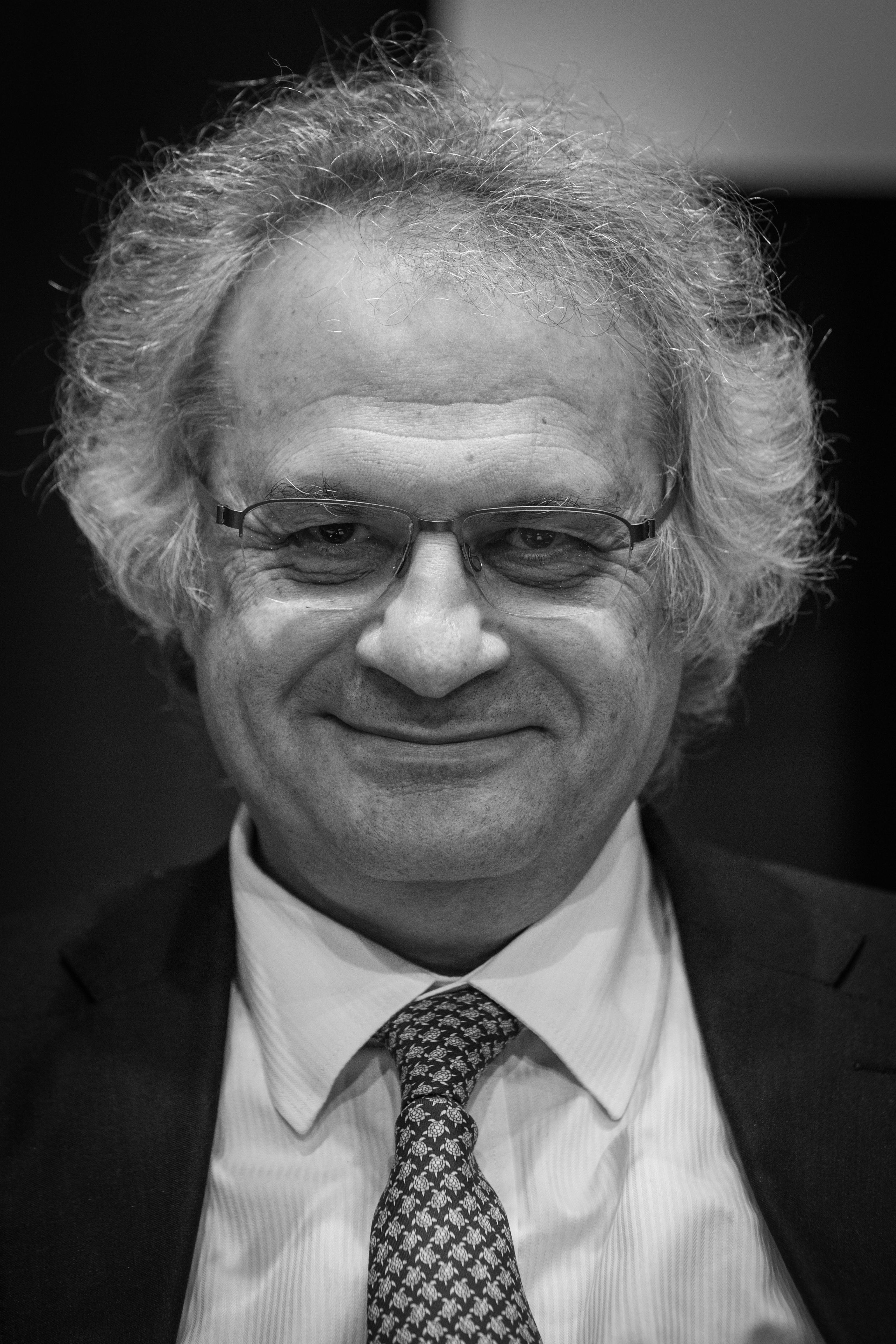
2013년의 아민 말루프.

아민 말루프(1949년 2월 25일 ~ , 영어: Amin Maalouf, 아랍어: أمين معلوف)는 수상 경력이 있는 프랑스의 레바논 저자로서, 1976년부터 프랑스에서 살고있다. 그의 모국어는 아랍어이지만 프랑스어를 쓸 줄 알며, 그의 작품은 40개 이상의 언어로 번역되고 있다. 1993년 The Rock of Tanios라는 소설로 공쿠르상을 받았을뿐 아니라 문학 부문에서 2010년 아스투리아스 공상을 받기도 했다. 그는 아카데미 프랑세즈의 회원이다.

## 생애
말루프는 레바논 베이루트에서 태어났으며 4명의 자식들 중 둘째로서 바다로에서 성장하였다.

## 수상
1993년, 말루프는 The Rock of Tanois(Le rocher de Tanios)라는 제목의 소설로 공쿠르상을 받았다.
2016년, "Cultural Personality of the Year"로 100만 디르함의 프리미어 부문에서 셰이크 자이예드 도서상을 받았다.